# 九龍木球會

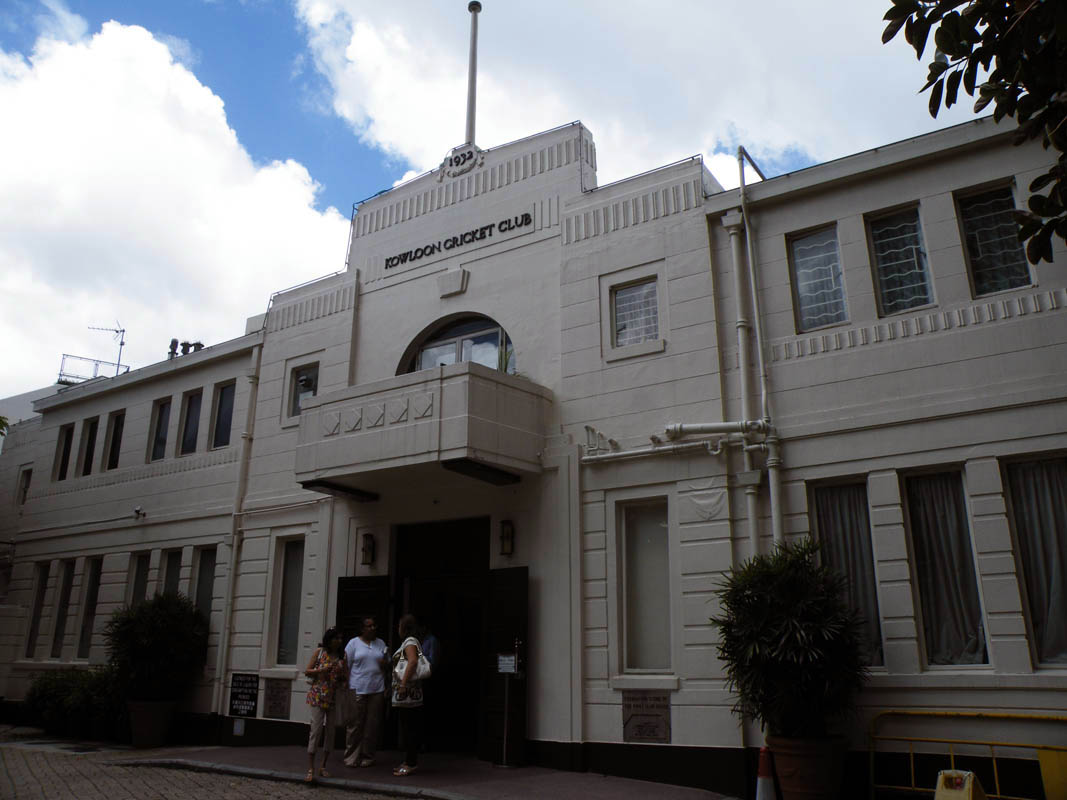
覺士道10號

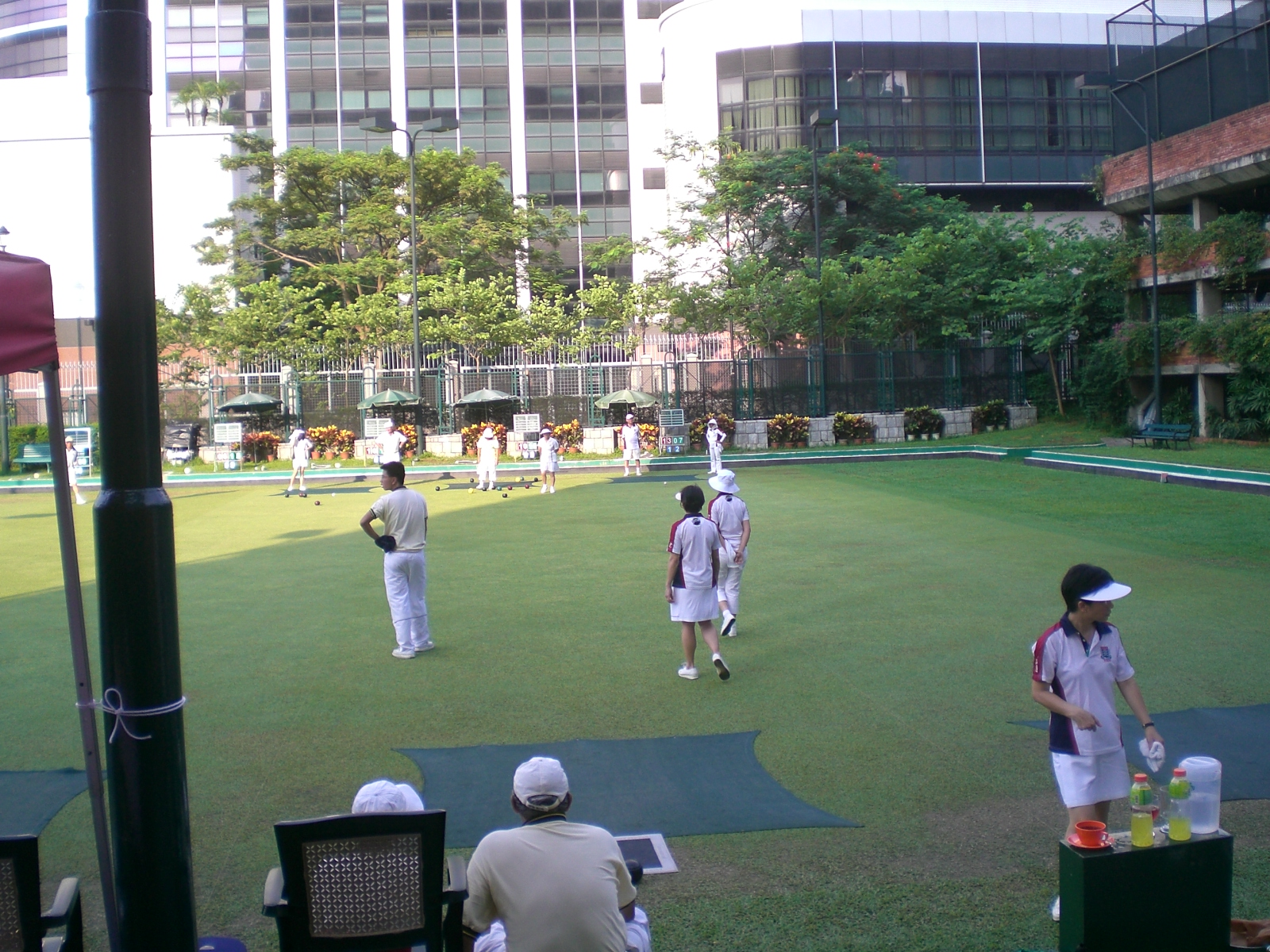
九龍木球會

九龍木球會（英語：Kowloon Cricket Club，縮寫：KCC），是位於香港九龍的一個推廣板球運動的會所組織，於1904年成立，會址設於九龍佐敦覺士道。 

## 歷史
九龍木球會創會初期，會員多為印度及巴基斯坦籍人士。總部由商人麼地爵士奠基，於1908年建成，由香港總督盧吉揭幕。總部其後於1931年擴建，於翌年落成。1938年起，因為第二次世界大战開始，會員人數開始減少。香港日治時期，會所被日本皇軍徵用為驢馬營房，建築內的木材則被取去作為生火之用。
香港重光後，會場及會所建築分別於1946年及1948年復修。1958年，會所大樓擴建一座新翼，於1965年增設游泳池。
九龍木球會的正門入口，置有麼地爵士的頭像，與香港島香港大學本部大樓正門樓間的另外一頭像一模一樣。

## 外部連結
- 九龍木球會的Facebook專頁